# Курдський фемінізм

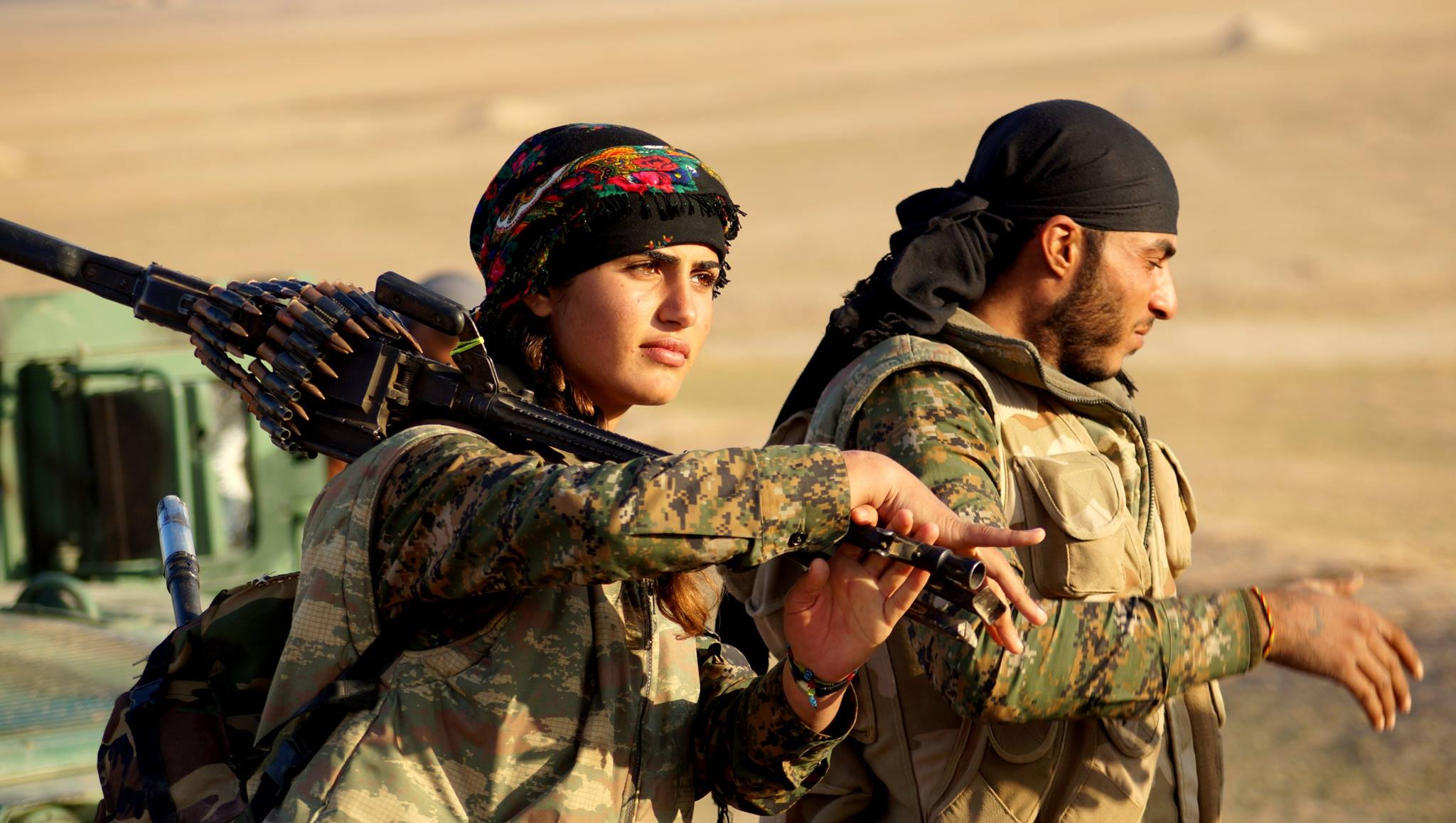
Азія Рамазан Антар (1998—2016) була феміністкою та бійцем Загонів захисту жінок (ЗЗЖ).

Курдський фемінізм або джінеологія (курд. Jineolojî) — форма фемінізму та гендерної рівності, яку підтримує Абдулла Оджалан, представницький лідер Робітничої партії Курдистану (РПК) і ширшої парасольки Союзу громад Курдистану (СГК). З огляду на засновані на честі релігійні та племінні правила, які обмежують жінок у суспільствах Близького Сходу, Оджалан сказав, що «держава не може бути вільною, якщо жінки невільні», і що рівень свободи жінок визначає рівень свободи в суспільства в цілому.
Джінеологія є складовою демократичного конфедералізму, філософії, що лежить в основі управління Автономною адміністрацією Північної та Східної Сирії (також відомої як Рожава).
Союз громад Курдистану (СГК) є парасольковим об'єднанням, до якого входять Партія демократичного союзу (ПДС) та РПК. У 2005 році РПК відмовилася від своєї мети створення окремої курдської держави і замість цього виступила за демократичний конфедералізм. У 2012 році ПДС отримала контроль над значною частиною північної Сирії і проголосила автономію, запровадивши самоврядування за моделлю демократичного конфедералізму. Цей регіон, відомий як Рожава або Автономна адміністрація Північної та Східної Сирії, становив близько п'ятої частини сирійської території до вторгнення Туреччини в регіон у 2016 році. Воєнізовані сили ПДС складаються з Загонів народної самооборони (ЗНС) та Загонів жіночої самооборони (ЗЖС).
Визвольний рух курдських жінок значною мірою спирається на теорію Абдулли Оджалана, засновника Робітничої партії Курдистану. Оджалан ввів термін «джінеологія» і винайшов демократичний конфедералізм — систему правління, реалізовану в Рожаві.

## Визначення та ідеологія
Курдською мовою слово джін (ژن) означає «жінка». Джінеологія іноді перекладається українською мовою як «наука про жінок» або «жіноча наука».

У «Визвільному житті: Жіноча революція» (2013) Абдулла Оджалан пише:
Ступінь докорінної трансформації суспільства визначається ступенем трансформації, досягнутої жінками. Так само рівень свободи та рівності жінок визначає свободу та рівність усіх груп суспільства…. Для демократичної нації свобода жінки також має велике значення, оскільки звільнена жінка — це звільнене суспільство. А звільнене суспільство, в свою чергу, є демократичною нацією. Більше того, необхідність змінити роль чоловіка має революційне значення.
Жіноча визвольна ідеологія Робітничої партії Курдистану (РПК) описує джінеологію як «фундаментальний науковий термін, щоб заповнити прогалини, які не в змозі зробити сучасні соціальні науки. Джінеологія побудована на принципі, що без свободи жінок всередині суспільство і без справжньої свідомості, що оточує жінок, жодне суспільство не може назвати себе вільним».
Оджалан сказав, що «держава не може бути вільною, якщо жінки невільні», і повторив Шарля Фур'є, сказавши, що рівень свободи жінки визначає рівень свободи в суспільстві загалом. З огляду на соціальний контекст регіону, можна сказати, що жінки там зазнають насильницького гноблення, причому Ісламська держава Іраку та Леванту (ІДІЛ) є найрадикальнішою еманацією підкорення жінок на основі Намуса.
Джинеологія — сукупність принципів, що включає відмову від системи національної держави, управління через демократичний конфедералізм і сприяння самодостатності через екологічну свідомість і колективне озброєння, — була прийнята курдськими жінками. Хоча ці принципи розглядаються як засіб боротьби з патріархатом, вони також протиставляються західному фемінізму, який асоціюється з капіталізмом і державотворенням. Незважаючи на це, джінеологічні принципи, які сповідують курдські жінки, стосуються виклику патріархату та перетину патріархату з іншими формами гегемонії.
Джінеологія — дисципліна, яка прагне відновити і вивчити знання про жінок, щоб кинути виклик вірі в те, що жінки є неповноцінними або «дефектними» версіями чоловіків, а також вирішити проблему виключення жінок з інтелектуальної історії. Вона має на меті реабілітувати та оцінити традиційно принижені аспекти жіночого існування, такі як «жіноча праця». Джінеологія визнає, що національна держава тісно пов'язана з патріархатом і відтворює його, оскільки за своєю суттю є гегемоністською та маскуліністською. Для опису цього взаємозв'язку та щоб підкреслити нерозривність цих форм гегемонії джінеологи та джінеологині використовують термін «статизм-сексизм-пауеризм».

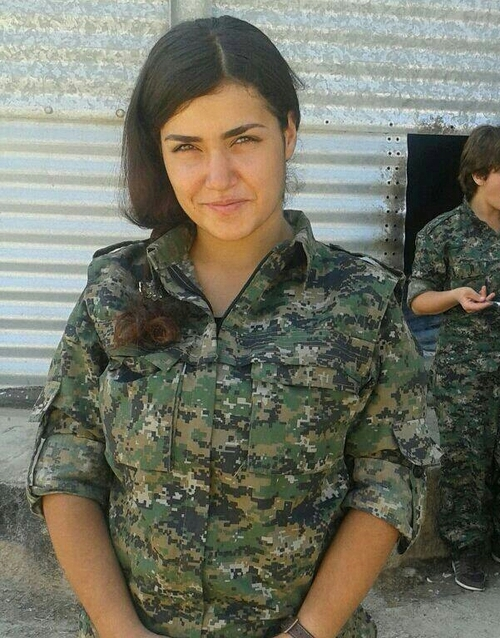
Член Загонів жіночої оборони у стандартній формі

## Джінеологія на практиці
Джінеологія є фундаментальним принципом демократичного конфедералізму СГК і як такий є центральним у соціальній революції курдів, що відбувається в Рожаві, їхньому де-факто автономному регіоні на півночі Сирії, очолюваному афілійованою з KCK Партією демократичного союзу (ПДС). Отже, жінки складають 40 % курдського ополчення, яке воює в Рожавському конфлікті проти режиму Башара Асада та Ісламської держави Іраку та Леванту (ІДІЛ) у Громадянській війні в Сирії. Жінки воюють разом з чоловіками в Загонах народної оборони (ЗНО), а також у власних Загонах жіночої оборони (ЗЖО). У ЗЖО жінки вивчають політичні теорії Оджалана, на чиїй ідеології були закладені основи групи. Для жінок, які беруть участь у відбудові північної Сирії, джінеологія вважається вищою за західний фемінізм, оскільки вона спрямована на відмову від усіх форм гегемонії, включаючи патріархат і позитивізм, задля встановлення більш стійкого миру. Це пояснюється тим, що джінеологія розглядається як більш цілісна та інклюзивна для всіх членів суспільства. Під час Рожавської революції як чоловіки, так і жінки були зобов'язані вивчати джінеологію та екологію, і зараз джінеологія інтегрована в модель управління регіоном, а не розглядається як окреме питання, зосереджене на правах жінок.
Заснована на джінеології програма «спроба порушити засновані на честі релігійні та племінні правила, які обмежують жінок» викликає суперечки та подолає суперечки в консервативних колах суспільства на півночі Сирії. Розвиток джінеології є одним із п'яти стовпів курдського жіночого руху в Рожаві з парасольковою організацією Зірка Конгрея, яка зосереджена «на захисті один одного, протистоянні ІДІЛ та побудові егалітарної спільноти посеред зони бойових дій». У випадку з ІДІЛ ЗНО/ЗЖО протистояли сексизму організації. У контексті турецького вторгнення в цей регіон ЗНО/ЗЖО брали участь у спорадичних боях проти цих державних атак. Самозахист поширюється на інтелектуальну сферу, де учасники Рожави заявляють про право захищати себе від епістемічних атак, приймаючи рішення та генеруючи усвідомлення себе. Саме з цієї причини були створені жіночі та молодіжні комітети з правом вето на рішення, що їх стосуються; також з цієї причини існують жіноча та асайська академії, а також джінеологія. Джінеологія — це один із низки курсів, які пропонуються в жіночій академії Зірка Конгрея.